# Romanschulzia orizabae
Romanschulzia orizabae là một loài thực vật có hoa trong họ Cải. Loài này được (Schltdl. & Cham.) O.E. Schulz miêu tả khoa học đầu tiên năm 1933.